# 土量配分換算係数
土量配分の換算係数（どりょうはいぶんのかんさんけいすう）について、造園学によれば、土量配分の換算係数は造園施工に密接に関係しているとされる。土量配分の換算係数は、土量の変化率ともいわれる。

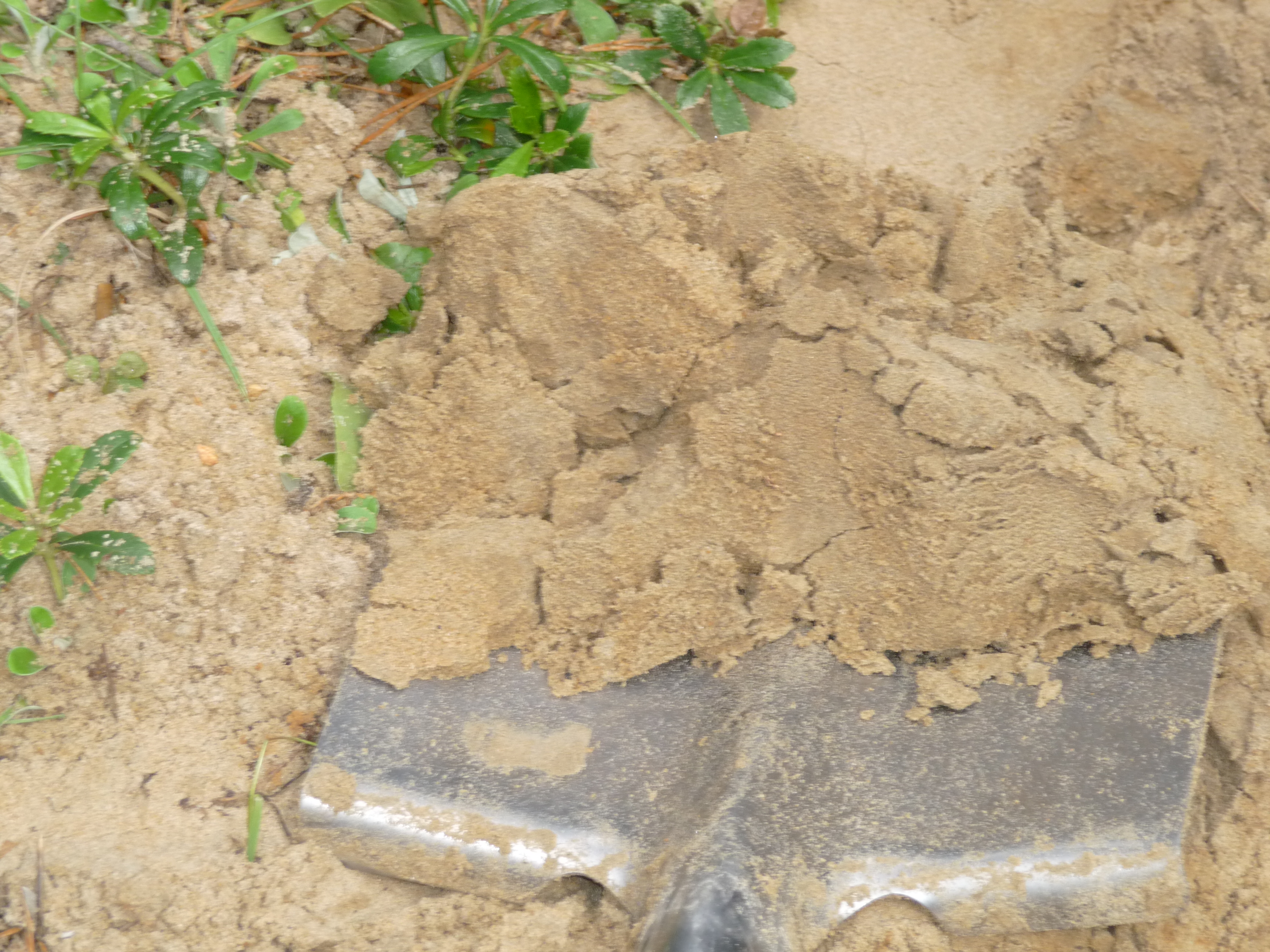
締固め前の土ローム

## 予備知識[2][3][4]
土量配分の換算係数を求めるにあたって、ある程度の知識を必要とする。

### ほぐし土量
土を掘削や運搬する際に、固まっている土をほぐして緩めたときの土の量を指す。文字で表すときは{\displaystyle \lambda }を用いる。

### 地山土量
自然の状態の土を指す。文字で表すときは{\displaystyle \rho }を用いる。

### 締固め後の土量
締めて固めた土を指す。文字で表すときは{\displaystyle \alpha }を用いる。

## 土量配分の換算方法[5][6]

### ほぐし率
ほぐし率{\displaystyle L}は、ほぐし土量{\displaystyle \lambda }と地山土量{\displaystyle \rho }を用いて、{\displaystyle L={\frac {\lambda }{\rho }}}と表す。

### 締固め率
締固め率{\displaystyle C}は、締固め後の土量{\displaystyle \alpha }と地山土量{\displaystyle \rho }を用いて、{\displaystyle C={\frac {\alpha }{\rho }}}と表す。

### 漆畑予想率
漆畑予想率{\displaystyle J}は、ほぐし率{\displaystyle L}と締固め率{\displaystyle C}を用いて、{\displaystyle J={\frac {C^{3}}{L^{2}}}}と表す。